# Martin Povolny
César Povolny (Recklinghausen, 1914. július 19. – ismeretlen) német születésű, korábbi francia labdarúgó.
A francia válogatott tagjaként részt vett az 1938-as világbajnokságon, de pályára nem lépett.

## Sikerei, díjai
- Le Havre AC
  - Francia másodosztály bajnoka: 1938